# Karl Bricker
Karl Bricker (* 21. Dezember 1923; † 30. August 1992 in Attinghausen) war ein Schweizer Skisportler.
Bricker wurde bei den Olympischen Winterspielen 1948 in St. Moritz im 18-km-Skilanglauf 41. 1949 gewann er in Oslo im Team mit Robert Zurbriggen, Arnold Andenmatten und Karl Hischier den Militär-Skipatrouillenlauf der Olympia-Revanche von St. Moritz. Bei den Olympischen Winterspielen 1952 in Oslo belegte er im 18-km-Skilanglauf Platz 46.
Als Mitglied des Skiclubs Stoos gewann er mehrfach die Schweizer Staffelmeisterschaften: 1952 in Le Brassus mit Josef «Sepp» Schnyder, Franz und Alois Schelbert sowie 1953 in St. Moritz, 1954 in Grindelwald und 1955 in Ste. Croix mit Alois Schelbert, Hans Strasser und Sepp Schnyder.